# Paul Hawkins (acteur)
Pour les articles homonymes, voir Paul Hawkins et Hawkins.
Paul Hawkins est un acteur britannique.

## Filmographie
- 1980 : La Maison de tous les cauchemars (série télévisée) : David Lewis
- 1982 : A.J. Wentworth, BA (série télévisée) : Hopgood II
- 1982 : Beau Geste (feuilleton TV) : Young Beau
- 1984 : Goodbye Mr. Chips (feuilleton TV) : Colley
- 1986 : Die Wächter (feuilleton TV) : Mike Gifford
- 1986 : Paradise Postponed (feuilleton TV) : Henry as child
- 1992 : Sharky & George (série télévisée) : George (voix)
- 1999 : Bohemian Moon